# José Carracao Gutiérrez
José Carracao Gutiérrez (Ceuta, 4 de diciembre de 1950) es un profesor de EGB y político español, alcalde de Jimena de la Frontera, senador en las Cortes generales por la iv y ix legislatura, sustituto en la Asamblea Parlamentaria del Consejo de Europa y Presidente de la Mancomunidad de Municipios del Campo de Gibraltar. Por último es padre de José Antonio Carracao Meléndez.

## Trayectoria Política
Comienza en la política siendo alcalde de Jimena de la Frontera, cargo que ocupa desde 1979 a 1995, siendo el primer alcalde electo democráticamente tras el fallecimiento de Francisco Franco. En 1999, continua en el consistorio pero ahora como concejal.
Entre 1986 a 1995 ocupa el cargo de Presidente de la Mancomunidad de Municipios del Campo de Gibraltar. Es también en la legislatura de 2008 a 2009, representante de la Asamblea Parlamentaria del Consejo de Europa, tras la presidencia de Nicolas Sarkozy y Mirek Topolánek.
En 2009, es sustituto en dicha asamblea, y por último, ha sido senador del senador durante dos legislaturas, iv y en la ix legislatura.